# 哥倫比亞 (新罕布什爾州)
哥倫比亞（英語：Columbia）是一個位於美國新罕布什爾州庫斯縣的鎮。

## 人口
根據2020年美國人口普查的數據，哥倫比亞的面積為158.30平方千米，當中陸地面積為157.40平方千米，而水域面積為0.90平方千米。當地共有人口659人，而人口密度為每平方千米4人。